# Ле Виле (Арецо)
Ле Виле је насеље у Италији у округу Арецо, региону Тоскана.
Према процени из 2011. у насељу је живело 373 становника. Насеље се налази на надморској висини од 312 м.